# LAWMAN
『LAWMAN』（ロウマン）は、伊藤明弘による日本の漫画。全4話のシリーズの名称、およびそれを表題作とする単行本の名称。『ヤングアニマル』（白泉社）で1993年から1995にかけて不定期掲載された。単行本は全1巻。2005年に本編以外の収録作品は異なる再編集版が『LAWMANs』として白泉社より刊行され、2015年に小学館より再版された。

## 概要
大蔵省の役人である主人公入江省三が悪と戦うというストーリー。作者いわく「当初『政府の秘密機関』とか『法で裁けぬ悪を』といったその種のジャンルの法則に従った普通の話にするつもりだった」らしい。しかし、考えすぎてこのような形になったそうだ。

## あらすじ

### 第1話「LAWMAN」
「大蔵省特殊査察部第二課執行官」の入江省三は、防衛庁から米軍に出ている予算の一部が違法な武器購入に当てられているという情報を受け、横田基地で調査を行う。武器の出所がキャンプブラボーであることを突き止めた入江は基地司令官の娘ブレンダと共に武器密輸を阻止する。

## 登場人物
入江省三
本作の主人公、肩書は大蔵省特殊査察部第二課執行官。政府の非公然活動要員で通称「ゾンビーユニット」。パーソナルデータの年齢、本籍、現住所、指紋から血液型に至るまでその一切に公安委員会印のプロテクトが入っている。武器は製造番号消去済みのSIG SAUER P220。
第3話「LAWMAN GOES TO NORTH」では義侠心的な動機で任務外の行動を取るなどしているが、エピローグである第4話「LAWMAN AND THE THIEF」では徹底して非情な「外務省の入江省三」として登場している。単行本『LAWMANs』収録の書き下ろし短編「LAWMEN」によると、各省庁に一人ずつ、計13人の入江省三が存在するようである。
キャラクターが誕生した経緯としては、前作『ベル☆スタア強盗団』の登場人物である銀行員のリチャード・ティモンズが予想外に大人しい性格として成立してしまったため、そのアンチテーゼとして再構築されたもの。第2話「LAWMANS」および第3話「LAWMAN GOES TO NORTH」ではコミカルな面が強調されており、特に後者は同時期に連載していた『ジオブリーダーズ』の影響を受けて暴走気味となっている。なお、『ジオブリーダーズ』にて「厚生省衛生二課の入江省三」が登場した際は、本来意図した性格に再補正された悪役であるとのこと（本作の多少性格が異なる）。
なお「入江省三」の名前の由来は、1979年放映のTVドラマ『俺たちは天使だ!』で柴田恭兵が演じた同名人物（通称「ダーツ」）から取ったもの。
ブレンダ・ガランド
第1話「LAWMAN」に登場。
基地司令官ガランド大佐の娘。父親から入江の監視を命じられる。
柏原稲男
第2話「LAWMANS」に登場。
綾金警察署の刑事。
橘育美
第2話「LAWMANS」に登場。
綾金警察署の刑事。柏原の元妻で同僚。
矢野梨果
第3話「LAWMAN GOES TO NORTH」に登場。
苫小牧でソバ屋を経営している。地元のヤクザ・滝織会に襲われているところを入江に助けられる。

## 書籍情報
伊藤明弘 『LAWMAN』 白泉社 〈ジェッツコミックス〉 全1巻 A5判 ※短編「Moon on Ice」を併録
1. 1995年11月30日初版発行 ISBN 4-592-13410-9

伊藤明弘 『LAWMANs』 白泉社 〈ジェッツコミックス〉 全1巻 B6判
1. 2005年3月29日発売 ISBN 4-592-14238-1

伊藤明弘 『LAWMANs』 小学館 〈サンデーGXコミックス〉 全1巻 B6判
1. 2015年1月19日発売 ISBN 978-4-091-57404-6